# James Justin
James Michael Justin (Luton, Inglaterra, Reino Unido, 23 de febrero de 1998) es un futbolista británico que juega en la demarcación de defensa para el Leicester City F. C. de la EFL Championship.

## Trayectoria
Tras formarse en las filas inferiores del Luton Town F. C., finalmente en la temporada 2015-16 hizo su debut con el primer equipo. Jugó en el equipo durante cuatro temporadas, llegando a cosechar seis goles en 114 partidos. En el mercado veraniego de 2019 se marchó traspasado al Leicester City F. C. Debutó el 24 de septiembre en un encuentro de la Copa de la Liga contra el propio Luton Town F. C., llegando a disputar la totalidad de los noventa minutos en un encuentro que ganó el Leicester por 0-4.

## Selección nacional
El 24 de mayo de 2022 fue convocado por primera vez con la selección de Inglaterra para disputar cuatro encuentros de la Liga de Naciones de la UEFA 2022-23 en el mes de junio. Debutó el día 4 en la derrota por la mínima ante Hungría.

## Estadísticas

### Clubes
Actualizado al último partido disputado el 25 de mayo de 2025.
| Club                            | Div.          | Temporada     | Liga  | Liga  | Copas nacionales | Copas nacionales | Copas internacionales | Copas internacionales | Total | Total |
| Club                            | Div.          | Temporada     | Part. | Goles | Part.            | Goles            | Part.                 | Goles                 | Part. | Goles |
| ------------------------------- | ------------- | ------------- | ----- | ----- | ---------------- | ---------------- | --------------------- | --------------------- | ----- | ----- |
| Luton Town F. C. Inglaterra     | 4.ª           | 2015-16       | 1     | 0     | 0                | 0                | ―                     | ―                     | 1     | 0     |
| Luton Town F. C. Inglaterra     | 4.ª           | 2016-17       | 31    | 1     | 8                | 0                | ―                     | ―                     | 39    | 1     |
| Luton Town F. C. Inglaterra     | 4.ª           | 2017-18       | 17    | 2     | 5                | 0                | ―                     | ―                     | 22    | 2     |
| Luton Town F. C. Inglaterra     | 3.ª           | 2018-19       | 43    | 3     | 9                | 0                | ―                     | ―                     | 52    | 3     |
| Luton Town F. C. Inglaterra     | Total club    | Total club    | 92    | 6     | 22               | 0                | 0                     | 0                     | 114   | 6     |
| Leicester City F. C. Inglaterra | 1.ª           | 2019-20       | 13    | 0     | 5                | 1                | ―                     | ―                     | 18    | 1     |
| Leicester City F. C. Inglaterra | 1.ª           | 2020-21       | 23    | 2     | 2                | 1                | 6                     | 0                     | 31    | 3     |
| Leicester City F. C. Inglaterra | 1.ª           | 2021-22       | 13    | 0     | 1                | 0                | 5                     | 0                     | 19    | 0     |
| Leicester City F. C. Inglaterra | 1.ª           | 2022-23       | 14    | 0     | 1                | 1                | ―                     | ―                     | 15    | 1     |
| Leicester City F. C. Inglaterra | 2.ª           | 2023-24       | 39    | 2     | 6                | 0                | —                     | —                     | 45    | 2     |
| Leicester City F. C. Inglaterra | 1.ª           | 2024-25       | 36    | 2     | 3                | 2                | —                     | —                     | 39    | 4     |
| Leicester City F. C. Inglaterra | Total club    | Total club    | 138   | 6     | 18               | 5                | 11                    | 0                     | 167   | 11    |
| Total carrera                   | Total carrera | Total carrera | 230   | 12    | 40               | 5                | 11                    | 0                     | 281   | 17    |

## Palmarés

### Campeonatos nacionales
| Título           | Club                 | País       | Año  |
| ---------------- | -------------------- | ---------- | ---- |
| EFL One          | Luton Town F. C.     | Inglaterra | 2019 |
| FA Cup           | Leicester City F. C. | Inglaterra | 2021 |
| Community Shield | Leicester City F. C. | Inglaterra | 2021 |
| Championship     | Leicester City F. C. | Inglaterra | 2024 |